# (925) Alphonsina
(925) Alphonsina és un asteroide descobert el 13 de gener de 1920 per Josep Comas i Solà a l'Observatori Fabra de Barcelona. La designació provisional que va rebre era 1920 GM. Oficialment, el seu nom és un homenatge al rei Alfons X el Savi, que al segle xiii va promoure, entre moltes altres empreses culturals, la confecció de les celebrades Taules Alfonsies, utilitzades arreu durant gairebé tres segles per a calcular les posicions dels planetes. Però no es pot amagar la voluntat d'afalagar també amb la dedicatòria el rei Alfons XIII, regnant en el moment del descobriment, i així aplanar el camí cap a la petició d'ajuts per a la recerca científica. Les normes no permeten posar noms de personatges polítics vius als nous asteroides.